# La gitanilla
La gitanilla es una novela corta de Miguel de Cervantes que abre su colección de relatos breves Novelas ejemplares.

## Descripción

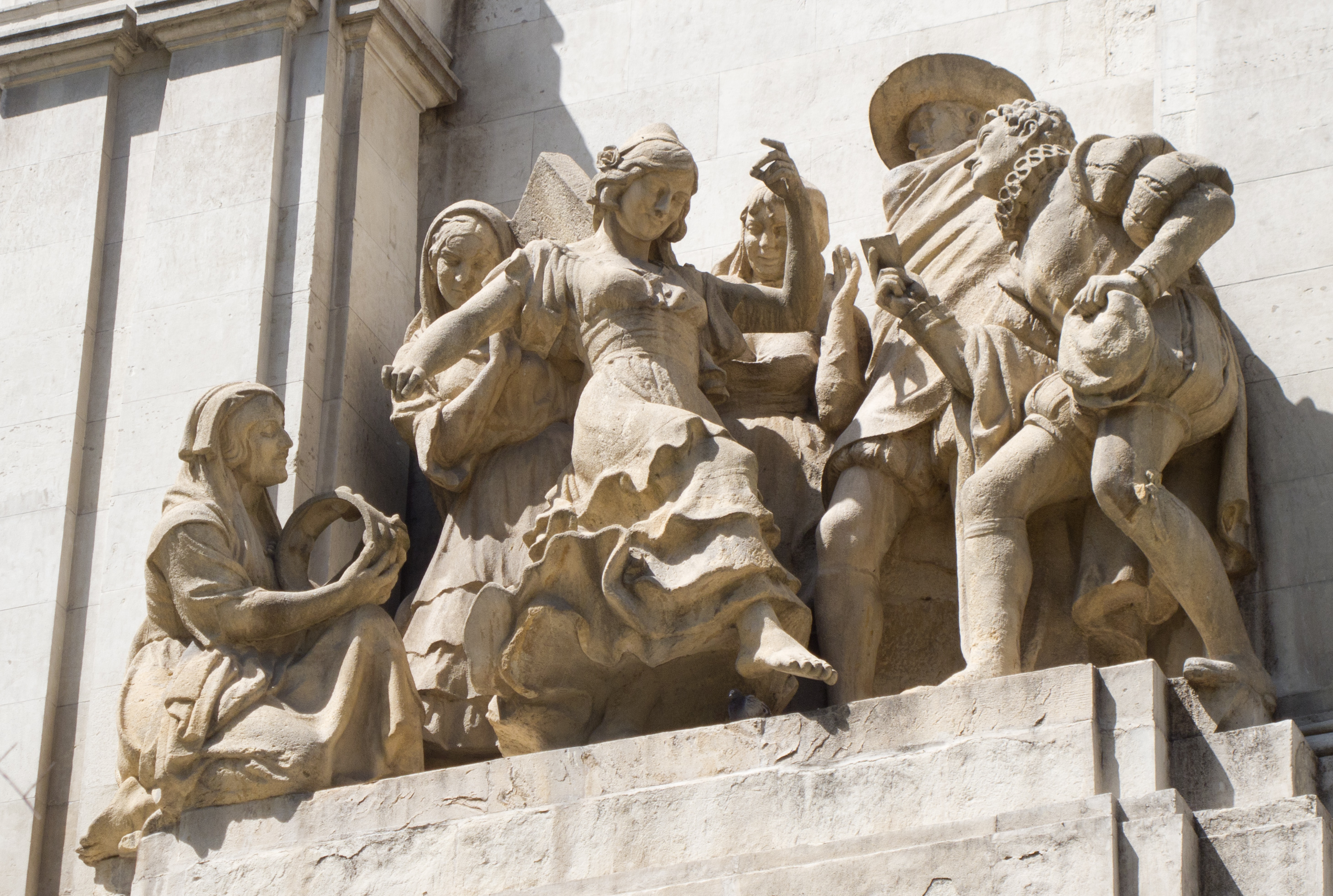
Detalle del monumento a Miguel de Cervantes en la plaza de España de Madrid: La gitanilla (F. Coullaut-Valera, 1960)

Esta novela, que sigue la tradición italiana de novellieri creada por figuras como Giovanni Boccaccio y desarrollada por autores como Mateo Bandello en el Renacimiento italiano, supone el pórtico del tomo en el que reunió sus doce novelas de asunto amoroso titulado Novelas ejemplares (Madrid, Juan de la Cuesta, 1613). Es también la más extensa de todas ellas.
En ella se utiliza el conocido recurso de la anagnórisis, por el que su protagonista, “Preciosa, la gitanilla”, es reconocida en el desenlace como de origen noble. La muchacha fue educada por los gitanos y vive tocando y cantando para ganar su sustento cuando un noble se enamora de ella. Para seguirla y como prueba de amor, acepta seguir la vida nómada y marginal con ella y, por fin, tras el reconocimiento de su verdadera condición, la novela acaba en feliz matrimonio entre iguales.